# Onze-Lieve-Vrouw van Altijddurende Bijstandkerk (Kunrade)
De Onze Lieve Vrouw van Altijddurende Bijstand was een kerkgebouw in Kunrade in de Nederlands Zuid-Limburgse gemeente Voerendaal. De kerk was gelegen aan de oostzijde van het Onze Lieve Vrouweplein in de kern van Kunrade.
Het gebouw is een bakstenen zaalkerk met een zeshoekig grondplan en een plat dak. Tegen de oostzijde van de kerk staat een open klokkentoren.
De kerk was gewijd aan O.L. Vrouw van Altijddurende Bijstand.

## Geschiedenis
Het Rectoraat Kunrade werd in 1957 opgericht. In 1958 werd er een noodkerk aan de Hogeweg in gebruik genomen, dit is het huidige Kunderhoes. In 1962 werd de opdracht uitgeschreven voor het ontwerp van een nieuw kerkgebouw, waarbij architectenduo Swinkels en Salemans de opdracht kreeg. In 1966-1968 werd de kerk gebouwd die in 1968 werd ingezegend. De noodkerk wordt sindsdien als gemeenschapshuis gebruikt. Kunrade werd in 1969 verheven tot parochie.
In 2019 is de kerk aan de eredienst onttrokken. Het gebouw werd in hetzelfde jaar verbouwd tot een kleinschalige woonzorgvoorziening. Het karakteristieke kerkgebouw is aan de buitenzijde grotendeels behouden gebleven.